# Ken Wiederhorn
Ken Wiederhorn (* 1. Januar 1945 in Queens, New York) ist ein US-amerikanischer Film- und Fernsehregisseur, der vor allem durch seine Horrorfilme Shock Waves und Return of the Living Dead 2 weltweit bekannt geworden ist.

## Karriere
Wiederhorn arbeitete bei dem Fernsehsender CBS als Filmredakteur im Bereich der Nachrichten- und Dokumentationen. Durch seinen Kommilitonen Reuben Trane kam er zu der ersten Regie, der des Spielfilms Shock Waves, da Trane sich die Finanzierung der Produktion zugesichert hatte. Die einzige Bedingung der Investoren war es, dass sie einen Horrorfilm abliefern mussten. Nachdem Wiederhorn mit Shock Waves fertig war, ging er wieder zu CBS zurück. Als seine Kollegen von CBS erfuhren, dass er bei einem Horrorfilm Regie führte, kam es zu Spannungen und die Zusammenarbeit wurde schwieriger. Wiederhorn beendete daraufhin seine Arbeit bei CBS und nahm das Angebot an, bei King Frat Regie zu führen.
Danach inszenierte er den Thriller Eyes of a Stranger, welcher Brian De Palma veranlasste Wiederhorn für Body Double als Drehbuchautor und Regisseur anzuheuern. Doch am Ende beschloss de Palma dann selbst das Drehbuch zu schreiben und die Regie zu übernehmen.
Wiederhorn inszenierte daraufhin die SciFi-Komödie Call Me Meathead, die eine außerirdische Kreatur zeigt, die sich mit einigen Kindern in einem Sommercamp anfreundet. Als der Film fertig war, verkauften die Produzenten den Film an TriStar, die den Film dann in Meatballs Part 2 umbenannten.
Mit dem zweiten Teil von Return of the Living Dead, der ähnlich produziert wurde wie Meatballs Part 2, ging man ebenfalls einen Etikettenschwindel ein, da das ursprüngliche Skript von Wiederhorn gar keinen Bezug zum ersten Film hatte und nur durch die Mitarbeit der Schauspieler Thom Mathews und James Karen in ihren alten Rollen eine Fortsetzung darstellte.

## Filmografie
- 1977: Shock Waves – Die aus der Tiefe kamen (Shock Waves)
- 1979: Die Wildschweine sind los! (King Frat)
- 1981: Die Augen eines Fremden (Eyes of a Stranger)
- 1984: Das total verrückte Ferien-Camp	(Meatballs Part 2)
- 1987: Hochhaus des Schreckens (Dark Tower) (Ko-Regie)
- 1988: Toll treiben es die wilden Zombies (Return of the Living Dead Part 2)
- 1988–1990: Freddy's Nightmare: An Nightmare on Elm Street (Freddy's Nightmares – The Serie) (Fernsehserie, 8 Folgen)
- 1989–1990: 21 Jump Street: Tatort Klassenzimmer (21 Jump Street) (Fernsehserie, 2 Folgen)
- 1991–1992: Die Verschwörer (Dark Justice) (Fernsehserie, 6 Folgen)
- 1993: Gier nach Vergeltung (A House in the Hills)
- 1998: US Marshals: The Real Story (D`Fernsehserie, 1 Folge)